# Joan Artigues i Ferragut
Joan Artigues i Ferragut (Sineu, Mallorca, 8 de desembre de 1803 - Madrid, 18 de juliol de 1834) fou un historiador, arabista, professor, bibliotecari i religiós balear.
Ingressà a la Companyia de Jesús i s'ordenà de prevere l'any 1817. Va estudiar al Col·legi de Montesión dels jesuïtes de Palma. Molt jove, es traslladà a Madrid, on va començar els seus estudis de llengües orientals, sobretot d'hebreu i àrab, al Col·legi Imperial de Madrid, regentat pels jesuïtes també. Ben aviat, el 1824, va ser nomenat catedràtic d'àrab d'aquest mateix Col·legi Imperial, també anomenat Reials Estudis de San Isidro, un càrrec que va exercir fins a la seva mort. A més, també fou el bibliotecari d'aquest centre entre els anys 1824 i 1830. De la seva tasca com a investigador cal assenyalar l'estudi de les inscripcions islàmiques d'Alfàbia, la traducció d'una part del Llibre del Repartiment de Mallorca, i també la interpretació de les monedes de l'època islàmica. Precisament Artigues fou un dels primers investigadors que mostrà interès per l'època islàmica, tradicionalment oblidada per la historiografia mallorquina. Com a arabista fou el mestre de Pascual de Gayangos y Arce, Serafín Estébanez Calderón, considerats els iniciadors de la famosa Escuela de Estudios Árabes, mantingué amb èxit i reconeixement internacionals els estudis àrabs a Espanya. Entre les seves publicacions, destaca l'obra Observaciones sobre varias antigüedades árabes en España.
Amb trenta-un anys, el 17 de juliol de 1834, fou víctima de l'assalt del poble exacerbat al Col·legi Imperial de Sant Isidre, en un episodi històric de crueltat extrema conegut com la matança dels frares.